# Jean-Pierre Bastid
Pour les articles homonymes, voir Bastid.
Jean-Pierre Bastid est un écrivain, réalisateur et scénariste français né le 4 février 1937 à Montreuil.

## Biographie
Jean-Pierre Bastid se consacre tout d'abord au cinéma ; après des études à l'IDHEC, il est l'assistant de Jean Cocteau sur Le Testament d'Orphée (1960). Il travaillera également avec Nicholas Ray. Il réalisera ensuite plusieurs courts puis longs métrages s'inscrivant dans la nouvelle vague. Son premier long-métrage, intitulé successivement Massacre pour une orgie et Orgie pour un massacre, sera totalement interdit en 1966 par la censure française. Il s'agissait d'un polar érotique, pour lequel Jean-Pierre Bastid avait pris le pseudonyme de Jean-Loup Grosdard (référence à Jean-Luc Godard).
Après l'enlèvement de Mehdi Ben Barka, il enquête avec Jean-Patrick Manchette. En 1971, il coécrit avec celui-ci Laissez bronzer les cadavres ! qui annonce un renouveau du polar et du roman noir français. Il co-écrit ensuite avec Michel Martens  le scénario de Dupont Lajoie, réalisé par Yves Boisset.
Depuis, il alterne l'écriture de romans et de scénarios, la réalisation de films pour le cinéma et la télévision, l'enseignement…
De l'engagement contre la guerre d'Algérie au soutien pour les « sans papiers », Jean-Pierre Bastid est également un militant engagé à gauche.

## Œuvres
- 1961 - Un étranger ici-bas : Nicholas Ray en Amérique, article dans la revue Études cinématographiques - Le lyrisme, Nicholas Ray
- 1971 - Laissez bronzer les cadavres !, Ed. Gallimard, avec Jean-Patrick Manchette  (ISBN 9782070318926), réédition 1997  (ISBN 9782070497270), réédition 2005  (ISBN 9782070434299)
- 1974 - Méchoui-massacre, Ed. Gallimard  (ISBN 9782070434282), réédition 1982  (ISBN 9782070460021)
- 1974 - Les Tours d'angoisse, Ed. Gallimard, avec Michel Martens  (ISBN 9782070460045)
- 1975 - Derrick au poing, Ed. Gallimard, avec Michel Martens  (ISBN 9782070460106)
- 1975 - Le Passeur basque, Ed Presses de la Cité, avec Jean-Pierre Lajournade (pseudonyme: R. Koch)
- 1975 - Dupont Lajoie, avec Michel Martens, Ed. Presses de la Cité, réalisé par Yves Boisset, avec Jean Curtelin
- 1975 - Histoires de triche, Ed. Zoé avec les dessins de Michèle Katz
- 1976 - Le Tapir, Ed. Presses de la Cité, avec Michel Martens
- 1977 - Adieu la vie..., Ed. Gallimard, avec Michel Martens  (ISBN 9782070490356), adapté à la télévision en 1986, réédition 1986  (ISBN 9782070460670)
- 1977 - FOOD, Ed. Lattès, avec Michel Martens
- 1977 - L'Homme au crâne d'argent, Ed. Presses de la Cité, avec Paul Edwards et C. Parent
- 1978 - Acting Out dans Le Mensonge - Chronique des années de crise, Ed. Encres  (ISBN 9782862220055)
- 1979 - Bille de clown, Engrenage no 9 Ed. Goujon, avec Michel Martens  (ISBN 9782862910420)
- 1980 - Les Baths d'Afs, Sanguine 1re série no 2, avec Michel Martens  (ISBN 9782865590025)
- 1980 - Le Rouquin chagrin, Engrenage no 24 Ed. Goujon, avec Michel Martens  (ISBN 9782862911427)
- 1980 - Cache-toi Jaja dans Paris Noir - Recueil de nouvelles policières Ed. Le dernier terrain vague, avec Léo Malet,  (ISBN 9782862190136)
- 1980 - Vaudou contre Fantomas dans Que sont les fantômes devenus ?, Nouvelles éditions Oswald  (ISBN 9782730400404)
- 1981 - Une maison en enfer, Engrenage no 37 Ed. Fleuve noir, avec Michel Martens  (ISBN 9782070434282)
- 1982 - La Proie du serpent, Ed. Denoël collection Sueurs froides, avec Michel Martens  (ISBN 9782265025257)
- 1984 - La Main du saigneur, Ed. Fleuve noir, avec Michel Martens  (ISBN 9782265025257)
- 1987 - Éloge d'un monstre, Ed. Carrère  (ISBN 9782868043719)
- 1987 - Le Moine sanglant, Ed. Carrère avec Patrick Mosconi  (ISBN 9782868043672)
- 1989 - Méfiez-vous de la tour Eiffel, Ed. Syros jeunesse  (ISBN 9782867383779)
- 1991 - La Ville - Vol. 1 - Premières Armes, Ed. Stock, avec Charles Villeneuve  (ISBN 9782234022607)
- 1991 - La Ville - Vol. 2 - Le Temps du pouvoir, Ed. Stock, avec Charles Villeneuve  (ISBN 9782234024083)
- 1994 - Parcours fléché, Ed. Gallimard  (ISBN 9782070494781)
- 1996 - Notre-Dame des Nègres, Ed. Gallimard  (ISBN 9782070495993)
- 1996 - Le Transafricain, Ed. Fleuve noir   (ISBN 9782265054394)
- 1997 - La Tendresse du loup, Ed. Actes Sud  (ISBN 9782742713721)
- 1998 - L'usage criminel et délicieux du monde, Ed. Fleuve noir  (ISBN 9782265063464)
- 1999 - Irish stew, Ed. Méréal  (ISBN 9782844800145)
- 1999 - Show devant! Ma sympathie pour le diable dans Nouvelles et dessins contre la télévision, Ed. Reflex  (ISBN 9782950712462)
- 2000 - Galère noire, Ed. Vauvenargues  (ISBN 9782744305160)
- 2000 - une nouvelle dans le recueil 13 nouvelles noires pour un... Autre futur, Ed. CNT-RP avec Jacques Tardi  (ISBN 9782950494863)
- 2001 - une nouvelle dans le recueil Noir de Taule, Ed. Manitoba-Belles Lettres  (ISBN 9782251771588)
- 2002 - Plaine de bruit et de fureur, Ed. du Masque  (ISBN 9782702480069)
- 2003 - Demain le chaos : le temps des barbares, Ed. Insomniaque  (ISBN 9782908744682)
- 2003 - une nouvelle dans le recueil Du noir dans le vert, tome 2, Ed. L'Ecailler du Sud  (ISBN 9782914264426)
- 2004 - Potomac, Ed. Lattès, avec François Missen  (ISBN 9782709624541)
- 2004 - Un curé et des fusils; Suivi de Wolfgang, Ed. Temps des cerises, avec Jean-Pierre Lajournade  (ISBN 9782841093625)
- 2005 - Vivre au Soudan aujourd'hui, Ed. Temps des cerises, avec L'Appel franco-arabe  (ISBN 9782841095759)
- 2007 - Le chemin de Damas: l'avenir d'un peuple, Ed. Temps des cerises, avec L'Appel franco-arabe  (ISBN 9782841096640)
- 2008 - Au-delà de la nuit, Ed.Presses du Midi, avec Jacques Faber  (ISBN 9782878678895)
- 2008 - "Déconstruire, pourquoi faire ?" Commune (revue), no 49 mai 68, Marcuse : on fera mieux la prochaine fois..., Ed. Temps des cerises  (ISBN 9782841097319)
- 2009 - Un essai dans Commune (revue) no 52 Krach, boum, hue!, Ed. Temps des cerises  (ISBN 9782841097630)
- 2009 - "Les heures perdues" Commune (revue), no 53 Métropolis, Ed. Temps des cerises  (ISBN 9782841097739)
- 2009 - La colère des tendres, Ed. Temps des cerises  (ISBN 9782841097982)
- 2010 - Duel, Ed. la Chambre d'échos, avec Michel Martens  (ISBN 9782913904460)

## Filmographie

### Réalisateur

#### Courts métrages
- 1967 - Pas de chrysanthèmes pour la Gluglu
- 1967 - Teenagers (documentaire) et plusieurs autres courts-métrages
- 1969 - Des extraterrestres, avec Claude Becognée[3]
- 1969 - Bartleby (également scénariste et producteur) (présenté au Festival de Cannes en 1970)[4]

#### Longs métrages
- 1966 - Massacre pour une orgie sous le pseudonyme de Jean-Loup Grosdard (également scénariste)[5]
- 1967 - Salut les copines (également coscénariste avec Jean-Patrick Manchette)
- 1968 - La Belle au bois mourant
- 1969 - Hallucinations sadiques (pseudonyme: Roy Kormon)
- 1972 - Les Petits Enfants d'Attila (également scénariste)

#### Téléfilms
- 1981 : L'Étouffe grand-mère épisode de la série télévisée Caméra une première (également scénariste)
- 1985 : La Mariée rouge, d'après un roman de Hervé Jaouen, dans le cadre de la série télévisée Néo Polar
- 1988 : Haute Sécurité
- 1989 : Souris noire (3 épisodes)
- 1991 : Le Pénitent (également scénariste)

Jean-Pierre Bastid a également réalisé une trentaine de films de commande industriels ou techniques, pédagogiques (IPN, CNDP, CAVENS, CREDIF) ou films de formations (INRS).
Il réalise aussi une quarantaine de reportages ou de documentaires de télévision (ORTF, TF1, FR3).

### Scénariste
- 1966 - L'Enfer sur la plage de José Bénazéraf
- 1967 - La Peur et l'Amour de Max Pécas (dialogues)
- 1968 - La Main noire de Max Pécas
- 1972 - L'Attentat, avec Jorge Semprún, d'Yves Boisset sur l'enlèvement de Mehdi Ben Barka
- 1973 - Lo Païs, avec Gérard Mordillat, de Gérard Guérin
- 1973 - Le Signe du vodoun de Pascal Abikanlou (premier film dahoméen)
- 1975 - Dupont Lajoie, avec Michel Martens, d'Yves Boisset avec Jean Carmet, Pierre Tornade
- 1983 - La Bête noire de Patrick Chaput
- 1984 - L'Addition, de Denis Amar avec Richard Berry, Richard Bohringer, Victoria Abril
- 1986 - Adieu la vie... adapté par Maurice Dugowson épisode de la série télévisée Série noire
- 1996 - Le Fou de la tour avec Michel Martens
- 1996 - Les Faux Médicaments : Pilules mortelles, téléfilm (dialogues)
- 2001 - Bandits d'amour, de Pierre Le Bret

### Assistant réalisateur
- 1960 - Le Testament d'Orphée de Jean Cocteau

### Adaptation
- 1966 - Massacre pour une orgie
- 1967 - La Peur et l'Amour de Max Pécas

### Producteur
- 1985 - Derborence de Francis Reusser

### Documentaire
- 2009 - Du sang sur les murs de Christophe Cosyns et Jérôme Pottier

## Théâtre
- 1981 - Mise en scène de La Môme Vert de Gris de Peter Cheyney au théâtre de la Bastille

## Radio
- 1992 - Adaptation du roman Le Sentier de la guerre de Marc Villard pour France Culture[6]
- 1995 - Adaptation de son film La Belle au bois mourant pour France Culture[7]
- 1995 - Cinquantième anniversaire de la Série Noire : 5e émission, fiction dramatique pour France Culture[8]

## Cinémathèque
En 2010 est proposé à Jean-Pierre Bastid une carte blanche à la Cinémathèque française. Échelonné sur trois mois Jean-Pierre Bastid, accompagné de Jean-Pierre Bouyxou, présentera le thème Anarchie et Cinéma. Il propose notamment des films de Ado Kyrou, Jacques Baratier, Philippe Durand, Alain Cavalier, Joris Ivens, Hélène Châtelain, Jean-Denis Bonan, Patrice Enard, Jacques Richard, Glauber Rocha et ses propres films.

## Récompenses
- Sélection à la Quinzaine des réalisateurs 1970[10] du film Bartleby.
- Le film Dupont Lajoie a obtenu l'Ours d'argent spécial du jury au Festival international du film de Berlin de 1975; le prix du jury des lecteurs du Morgenpost au Festival international du film de Berlin de 1975; la recommandation Interfilm au Festival international du film de Berlin de 1975[11].
- Le 19 octobre 2012 Jean-Pierre Bastid a reçu le prix d'honneur du Polar au Festival du film policier de Cognac[12].